# Węgiel organiczny
Węgiel organiczny, całkowity węgiel organiczny, ogólny węgiel organiczny (OWO) – węgiel znajdujący się w związkach organicznych, jednostka stosowana w ekologii dla określenia biomasy oraz jednostka przeliczeniowa stosowana w hydrochemicznej ocenie jakości wód.
W ekosystemach wodnych węgiel krąży między substancjami organicznymi i nieorganicznymi, co jest częścią globalnego obiegu węgla w przyrodzie.
W hydrobiologii występujące w środowisku substancje zawierające węgiel dzielone są na rozpuszczony węgiel nieorganiczny (RWN, DIC – ang. dissolved inorganic carbon) występujący pod postacią CO2, HCO3− i CO32−, rozpuszczony węgiel organiczny (RWO, DOC – ang. dissolved organic carbon) oraz cząsteczkowy węgiel organiczny (POC – ang. particulate organic carbon). Cząsteczkowy węgiel nieorganiczny, tj. nierozpuszczalne węglany nie jest w tym podziale brany pod uwagę.

## Rozpuszczona materia organiczna
Rozpuszczona materia organiczna (DOM) to w wodach główne źródło węgla organicznego. W wodach eutroficznych DOC jest kilkakrotnie więcej niż POC, w humotroficznych – kilkudziesięciokrotnie. Jest ona mieszaniną substancji o różnym składzie – metanu, rozpuszczalnych substancji humusowych, wolnych aminokwasów, sacharydów i in., nierzadko trudnym do określenia.
Rozpuszczony węgiel organiczny jest przyswajalny głównie dla bakterii, a w mniejszym stopniu innych mikroorganizmów, natomiast jest bardzo słabo wykorzystywany przez zwierzęta. Znaczna część DOC, np. substancje humusowe, jest trudno przyswajalna także dla bakterii.
Przyswajalne postacie DOC są szybko konsumowane, nieprzyswajalne mogą tworzyć zawiesinę nadając wodzie charakter humotroficzny (dystroficzny), a tworząc nierozpuszczalne kompleksy ulegają sedymentacji.
Rozpuszczone substancje humusowe (RHS, DHS – ang. dissolved humus substances) mogą mieć pochodzenie autochtoniczne, ale w dużej mierze pochodzą ze zlewni. Im dalej od źródła zasilania, tym mniej substancji humusowych, a więcej kompleksów mineralno-humusowych (nieprzyswajalnych przez rośliny). W wodach natlenionych przy dużej ilości DHS kompleksy te ulegają rozkładowi, uwalniając jony i alkalizując środowisko. Przy bardzo dużej ilości DHS i kwaśnym odczynie jony są wiązane w trwałe kompleksy, a woda ulega zakwaszeniu (dystrofizacji). Humizacja zbiornika wpływa na skład osadów, zwykle obniża pH, obniża tempo rozkładu materii organicznej, zwiększa się redukcyjność podłoża i nasilają procesy anaerobowe.

## Cząsteczkowa materia organiczna
Cząsteczkowy węgiel organiczny (POC), czyli cząsteczkowa materia organiczna (POM) to główny składnik biomasy. Występuje w organizmach żywych lub grubocząsteczkowej martwej materii organicznej i drobnocząsteczkowej martwej materii organicznej.
Cząsteczkowa materia organiczna jest głównym źródłem pożywienia dla zwierząt.
Cząsteczkowa materia organiczna w wyniku metabolizmu przechodzi w DIC (dwutlenek węgla z oddychania) lub DOC. Ze względu na ruchliwość zbudowanych z niej zwierząt nierzadko ulega znacznym przemieszczeniom (dobowe migracje między epilimnionem a hypolimnionem oraz między litoralem a pelagialem). Zmagazynowana w detrytusie łatwo sedymentuje.

## Oznaczanie ilości w wodzie
Ilość węgla organicznego w wodzie zwykle jest określana metodami pośrednimi. Najczęściej są to metody opierające się na utlenianiu zredukowanych postaci węgla będących głównym składnikiem związków organicznych, czyli pomiar utlenialności wody. Należą do nich spalanie odparowanego osadu, badanie utlenialności nadmanganianowej (z użyciem nadmanganianu potasu), biochemiczne zapotrzebowanie tlenu (BZT5) i chemiczne zapotrzebowanie tlenu.
Inne metody to różne rodzaje pomiaru biomasy, np. zawartości chlorofilu w wodzie.